# Cryptojacking
Cryptojacking (dokładniej „złośliwe wydobywanie kryptowalut”) – jedno z najpopularniejszych cyberzagrożeń. Program zaszywa się na urządzeniu, po czym zaczyna wykorzystywać jego moc do „wykopywania” kryptowaluty (tj. Bitcoin, Ethereum).
Tak jak i przy innych cyberatakach, motywacją hakera są pieniądze. Jednak w porównaniu do tych najbardziej znanych, został stworzony w taki sposób, by był niewidoczny, czy to w formie podszywania się pod inny proces, czy całkowicie ukrywając swoją działalność. Czasami takie oprogramowanie może być częścią wtyczki do najpopularniejszych przeglądarek. Dlatego bardzo ważne jest, aby korzystać jedynie z zaufanych źródeł.